# Johann Herbert von Herberstein
Johann Herbert hrabě z Herbersteinu (uváděn též jen jako Herbert, respektive Heribert) (německy Johann Herbert Graf zu Herberstein, Freiherr von Neuberg und Gutenhag) (3. dubna 1863 Vídeň – 30. října 1940 Štýrský Hradec) byl rakousko-uherský generál. V c. k. armádě sloužil od roku 1882 jako štábní důstojník u různých jednotek jezdectva. Uplatnil se také v diplomacii jako vojenský atašé ve Francii (1900–1909). Od roku 1912 byl nejvyšším hofmistrem vrchního velitele armády arcivévody Bedřicha. Za první světové války bojoval na východní frontě, kde byl velitelem divize a později armádního sboru jezdectva. V roce 1917 dosáhl hodnosti polního podmaršála, po rozpadu monarchie byl penzionován a žil v soukromí na rodových statcích ve Štýrsku.

## Životopis

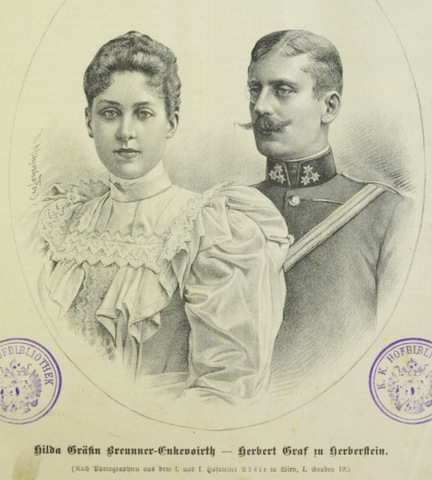
Svatební portrét Johanna Herberta Herbersteina a jeho manželky Hildy, rozené Breunerové (1896)

Pocházel ze staré šlechtické rodiny Herbersteinů, narodil se jako mladší syn hraběte Jana Zikmunda Herbersteina (1831–1907), majitele velkostatků ve Štýrsku a na Moravě, a jeho manželky Julie, rozené hraběnky Feštetićové (1835–1898). Jan Herbert vyrůstal na zámku Herberstein a ve vídeňském paláci Feštetićů, část dětství strávil také ve Štýrském Hradci. Studoval na vojenské kadetní škole v Hranicích, později si doplnil vzdělání na Válečné škole (K.u.k. Kriegsschule) ve Vídni. Mezitím sloužil u 14. pluku dragounů, jako absolvent Válečné školy byl v hodnosti nadporučíka zařazen do sboru důstojníků generálního štábu a přidělen k 6. dragounskému pluku. Později byl štábním důstojníkem u jezdecké divize ve Lvově a u 3. armádního sboru ve Štýrském Hradci V letech 1898–1900 sloužil u 11. pěšího pluku ve Stockerau.
V letech 1900–1909 zastával funkci vojenského atašé v Paříži, zároveň plnil povinnosti vojenského diplomatického zástupce v Bruselu. V roce 1901 byl povýšen na majora a v roce 1906 na podplukovníka. Z Francie mimo jiné vykonal studijní cestu do Alžírska, kde se měl seznámit s fungováním francouzské koloniální správy. Po návratu z Paříže byl roce 1909 povýšen na plukovníka a stal se velitelem 9. husarského pluku v Šoproni. V prosinci 1912 byl jmenován do funkce nejvyššího hofmistra arcivévody Bedřicha, s nímž střídal pobyty v Albrechtově paláci ve Vídni, Grassalkovichově paláci v Prešpurku a na zámku v Židlochovicích.

### První světová válka

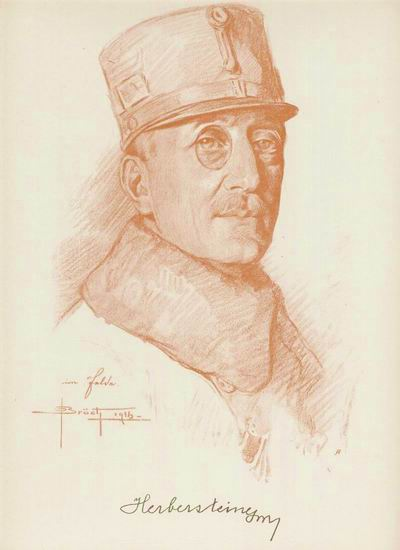
Polní podmaršál Johann Herbert von Herberstein

K datu 31. května 1914 byl povýšen do hodnosti generálmajora a na začátku první světové války následoval arcivévodu Bedřicha jako vrchního velitele ve funkci generálního pobočníka. V prosinci 1914 byl jmenován velitelem 10. jezdecké divize a zúčastnil se bojů v Haliči. Jeho jednotka byla téměř zdecimována v bitvě u Limanow-Lapanowa, poté byla přidělena k armádní skupině Pflanzer-Baltin. Kvůli chronické bronchitidě se Herberstein na podzim 1915 dočasně vzdal velení a odjel na měsíční léčebný pobyt do Merana. V září 1915 byl jmenován velitelem jezdeckého sboru Herberstein a v rámci 17. armádního sboru se zúčastnil dalších bojů na východní frontě. Již v listopadu 1915 byl z aktivní služby odvolán a jako generální pobočník arcivévody Bedřicha jej doprovázel na inspekčních cestách na východní a italské frontě. K datu 1. června 1917 byl povýšen do hodnosti polního podmaršála a v srpnu 1917 znovu převzal velení jezdeckého sboru, tentokrát na rumunské frontě. Po Brestlitevském míru byl v prosinci 1917 z rumunských hranic odvolán a do konce války nadále vykonával úřad nejvyššího hofmistra arcivévody Bedřicha. V armádě byl penzionován k datu 1. ledna 1919.

## Rodina

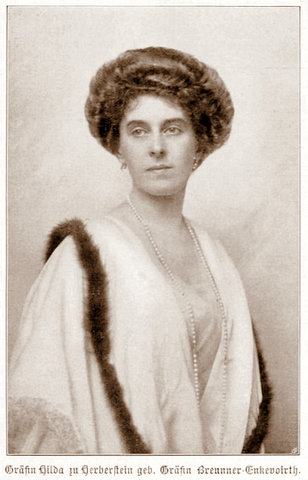
Manželka Hilda, rozená hraběnka Breuner-Enckevoirth

Oženil se v roce 1896 na zámku Grafenegg, jeho manželkou se stala hraběnka Hilda Breunerová (1872–1960), jedna z dcer posledního mužského potomka starého rodu Breunerů, hraběte Augusta Breunera (1828–1896). Hilda byla c. k. palácovou dámou a dámou Řádu hvězdového kříže. Z manželství se narodili tři synové, Johann Otto (1897–1938), Johann Heribert (1898–?) a Johann Hans (1900–1950).
Herbertův starší bratr Johann Maximilian (1862–1935) byl dědicem fideikomisu Herberstein ve Štýrsku, do roku 1918 byl členem Panské sněmovny. Zemřel bez potomstva a majetek přešel na rodinu Johanna Herberta, která pak žila na zámku Herberstein. Další rodové sídlo zámek Eggenberg ve Štýrském Hradci byl prodán v roce 1939. Herbertův mladší bratr Johann Albert (1864–1945) byl majitelem velkostatku Střílky na Moravě a dlouholetým poslancem moravského zemského sněmu.
Díky své manželce a sňatkům jejích sester získal Johann Herbert příbuzenské vazby na několik osobností německé a rakouské šlechty, jeho švagry byli kníže Viktor Hohenlohe-Schillingsfürst (1847–1923), kníže Karel Auersperg (1859–1927), hrabě Kuno Coudenhove (1858–1915) a hrabě Camillo Stubenberg (1861–1950).
Jeho strýc Johann Heinrich (1832–1894) dosáhl v armádě hodnosti generála jezdectva a byl také nejvyšším hofmistrem arcivévody Bedřicha. Další strýc Johann Ludwig (1842–1902) byl majitelem velkostatku Velké Opatovice a poslancem moravského zemského sněmu.

## Tituly a ocenění

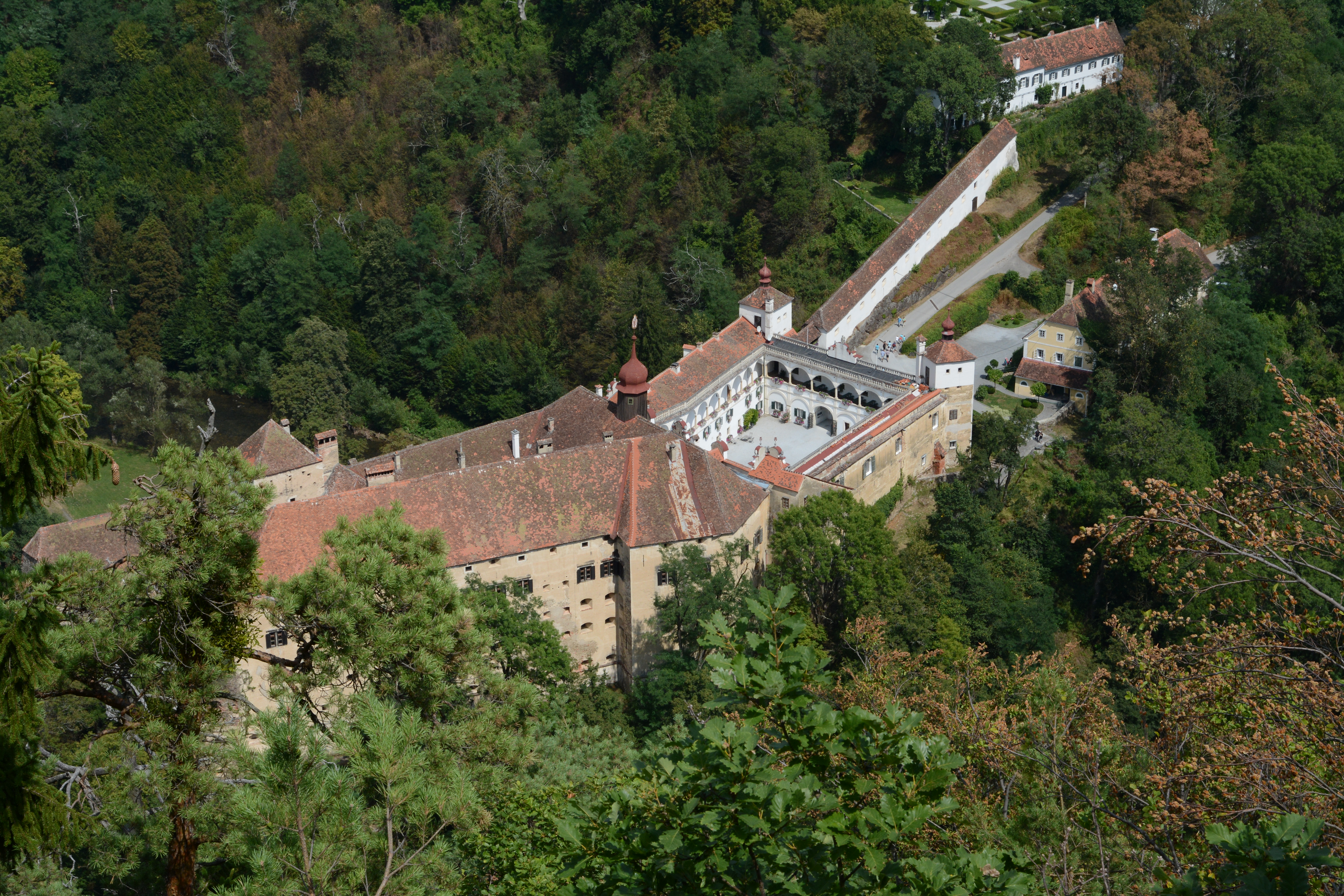
Zámek Herberstein ve Štýrsku

Jako příslušník staré šlechtické rodiny byl v roce 1887 jmenován c. k. komořím, v roce 1912 obdržel titul c. k. tajného rady s nárokem na oslovení Excelence. Během vojenské služby získal několik vyznamenání v Rakousku-Uhersku, jako dlouholetý nejvyšší hofmistr arcivévody Bedřicha a jeho generální pobočník byl také nositelem řady ocenění v zahraničí.

### Rakousko-Uhersko
- Jubilejní pamětní medaile (1898)
- Vojenský záslužný kříž III. třídy (1907)
- Vojenský jubilejní kříž (1908)
- Řád železné koruny III. třídy (1910)
- rytířský kříž Leopoldova řádu (1912)
- Řád železné koruny II. třídy s válečnou dekorací (1915)
- Vyznamenání za zásluhy o Červený kříž s válečnou dekorací (1916)
- Vojenský záslužný kříž II. třídy s válečnou dekorací (1917)
- komandérský kříž Leopoldova řádu s válečnou dekorací (1917)

### Zahraničí
- důstojník Řádu čestné legie (Francie)
- velkokříž Řádu Isabely Katolické (Španělsko)
- Řád Medžidie I. třídy (Osmanská říše)
- Železný půlměsíc (Osmanská říše)
- Řád červené orlice II. třídy (Německo)
- Železný kříž II. třídy (Německo)
- Železný kříž I. třídy (Německo)
- velkokříž Řád sv. Alexandra (Bulharsko)
- komandér Řádu Leopolda (Belgie)
- velkodůstojník Řádu Leopolda II. (Belgie)
- komandér Řádu sv. Mořice a Lazara (Itálie)
- komandér Řádu Fridrichova (Württembersko)
- Záslužný řád bavorské koruny (Bavorsko)
- Řád sv. Michaela (Bavorsko)
- rytíř Řádu Albrechtova (Sasko)